# Tenuidactylus
Tenuidactylus – rodzaj jaszczurek z rodziny gekonowatych (Gekkonidae).

## Zasięg występowania
Rodzaj obejmuje gatunki występujące w Azji (Rosja, Gruzja, Azerbejdżan, Iran, Turkmenistan, Uzbekistan, Kazachstan, Mongolia, Chińska Republika Ludowa, Tadżykistan i Afganistan). 

## Systematyka
Rodzaj zdefiniowali w 1984 roku radzieccy herpetolodzy (Ukrainiec Mykoła Szczerbak i Rosjanin Michaił Gołubiew) w artykule poświęconym systematyce palearktycznych gekonów z opisem nowego rodzaju opublikowanym w czasopiśmie Wiestnik zoołogii. Gatunkiem typowym jest (oryginalne oznaczenie) Tenuidactylus caspius. 

### Etymologia
Tenuidactylus: łac. tenuis, tenue ‘smukły’; δακτυλος daktulos ‘palec’.

### Podział systematyczny
Do rodzaju należą następujące gatunki: 
- Tenuidactylus bogdanovi Nazarov & Poyarkov, 2013
- Tenuidactylus caspius (Eichwald, 1831)
- Tenuidactylus dadunensis (Shi & Zhao, 2011)
- Tenuidactylus elongatus (Blanford, 1875)
- Tenuidactylus fedtschenkoi (Strauch, 1887)
- Tenuidactylus longipes (Nikolsky, 1896)
- Tenuidactylus turcmenicus (Szczerbak, 1978)
- Tenuidactylus voraginosus (Leviton & Anderson, 1984)